# 情報満載
『情報満載』（じょうほうまんさい）は、2003年4月5日から2007年3月24日までテレビ愛知で放送された情報番組。放送時間は毎週土曜 9:45 - 10:00 (JST) 。

## 概要
この番組は、放送当日または後日に東海3県各地で行われるイベントの紹介と、ゲスト出演者たちを招いてのゲストトークによって構成されていた。ケン・マスイ担当期にはJ-POP系のミュージシャンたちをゲストに招くことが多かったが、相澤伸郎担当期に入るとゲストの傾向が変わり、ア・カペラシンガーや映画監督なども招くようになった。収録は、名古屋市中区栄にあるテレビ愛知のサテライトスタジオで行われていた。
番組の終了後、テレビ愛知の土曜9:30枠は前半15分枠で放送されていた『竜鯱2』とこの番組の跡地を入れ替える形に編成し直された。以来、前半20分枠で相澤出演の広報番組『ハヤルンダモン宮殿』が、残りの10分枠で竜鯱2のリニューアル版『どらぐら』が放送されるようになった。

## 出演者

### 前期の出演者
- ケン・マスイ（ZIP-FMミュージック・ナビゲーター） - 2005年6月まで出演。
- 中山美香（当時テレビ愛知アナウンサー） - 2006年9月まで出演。

### 後期の出演者
- 相澤伸郎（テレビ愛知アナウンサー） - 2005年7月から出演。
- 改野由佳（当時テレビ愛知アナウンサー） - 2006年10月から出演。